# Pietro Genuardi
Pietro Antonio Genuardi (Milano, 26 maggio 1962 – Roma, 14 marzo 2025) è stato un attore italiano.

## Biografia
Nato il 26 maggio 1962, conseguì il diploma presso la scuola del Piccolo Teatro di Milano nel 1987. La sua carriera in teatro ebbe inizio accanto a registi italiani, tra i quali Massimo Castri e Beppe Navello. Nel 1995 interpretò il ruolo di Giulio Ricordi nella miniserie televisiva La famiglia Ricordi, diretta da Mauro Bolognini. Fu autore e regista di diverse opere teatrali. Numerosi furono i suoi ruoli cinematografici, tra cui quelli nei film Crack (1991), diretto da Giulio Base, Dellamorte Dellamore (1994), diretto da Michele Soave, Bastardi (2007), diretto da Federico Del Zoppo e Andres Alce Meldonado e Brave ragazze (2019), diretto da Michela Andreozzi. Lavorò anche per il piccolo schermo, venendo ricordato per il ruolo di Michele Nanni nella soap opera Vivere, ma soprattutto per quello di Ivan Bettini in CentoVetrine, personaggio che interpretò per tredici anni, dal 2001 al 2014. Nel 2019 entrò nel cast della soap opera di Rai 1 Il paradiso delle signore, dove vestì i panni del capo-magazziniere Armando Ferraris. L'anno successivo iniziò le riprese del film Viaggio a sorpresa (Surprise Trip), diretto da Roberto Baeli, per il quale, oltre a recitare, curò il soggetto e la sceneggiatura insieme a Ronn Moss. Partecipò inoltre alla serie italiana di Netflix, Baby.
Genuardi morì il 14 marzo 2025, all'età di 62 anni, presso il policlinico Umberto I di Roma, dov'era ricoverato da alcuni mesi a causa di una leucemia. Dopo quattro giorni si svolsero i funerali nella basilica di Santa Maria in Montesanto, nota come la Chiesa degli artisti, in piazza del Popolo a Roma.

## Vita privata
Dalla relazione con l'attrice Gabriella Saitta ebbe un figlio, Jacopo, nel 1991. Dal 2003 al 2007 Pietro Genuardi fu sentimentalmente legato all'attrice Valentina Botto. Nel 2020 si sposò in Salento con l'assistente di volo Linda Ascierto.

## Filmografia

### Cinema
- Paganini Horror, regia di Luigi Cozzi (1989)
- Killer Crocodile, regia di Larry Ludman (1989)
- La più bella del reame, regia di Cesare Ferrario (1989)
- Il bambino e il poliziotto, regia di Carlo Verdone (1989)
- Italia - Germania 4-3, regia di Andrea Barzini (1990)
- In nome del popolo sovrano, regia di Luigi Magni (1990)
- Crack, regia di Giulio Base (1991)
- Mi manca Marcella, regia di Renata Amato (1992)
- Dellamorte Dellamore, regia di Michele Soavi (1994)
- Plastificati, regia di G. Santi (1994)
- Catene, episodio del film De Generazione, regia di Antonio Antonelli (1994)
- Facciamo fiesta, regia di Angelo Longoni (1997)
- Naja, regia di Angelo Longoni (1997)
- Bastardi, regia di Federico Del Zoppo e Andres Alce Meldonado (2008)
- Garcìa, regia di Enrico Bonino – cortometraggio (2008)
- Un'insolita vendemmia, regia di Daniele Carnacina (2013)
- Mi rifaccio il trullo, regia di Vito Cea (2016)
- Il destino degli uomini, regia Leonardo Tiberi (2018)
- Brave ragazze, regia di Michela Andreozzi (2019)
- Viaggio a sorpresa, regia di Roberto Baeli (2021)

### Televisione
- Le porte dell'inferno, regia di Umberto Lenzi – film TV (1989)
- Gallowglass, regia di Tim Fiwell – miniserie TV (1993)
- La famiglia Ricordi, regia di Mauro Bolognini – miniserie TV (1995)
- Pazzo d'amore, regia di Gianni Leonetti – film TV (1996)
- Turbo – serie TV (1999-2000)
- Vivere – soap opera (1999-2000)
- Uno bianca, regia di Michele Soavi – miniserie TV (2001)
- L'uomo sbagliato, regia di Stefano Reali – miniserie TV (2005)
- Il peccato e la vergogna – serie TV (2014)
- Centovetrine – soap opera (2001-2014)
- Solo per amore – serie TV (2015)
- Sacrificio d'amore – serie TV (2017-2018)
- Il paradiso delle signore – serie TV (2019-2025)
- Baby – serie TV (2020)

## Teatro
- Risveglio di primavera di F. Wedekind, regia di Beppe Navello
- Le intellettuali di Molière, regia di Giampiero Solari
- 999.999 di C. Remondi e C. Caporossi, regia di Remondi e Caporossi
- Studio su Trachinie di Sofocle, regia di Massimo Castri
- Crack di F. Bertini, regia di Giulio Base
- Peccato di congiunzione di Gabriella Saitta, regia di Gabriella Saitta
- Pazzo d'amore di Sam Shepard, regia di Gianni Leonetti
- Romeo e Giulietta di William Shakespeare, regia di Maurizio Panici
- Antigone di Jean Anouilh, regia di Maurizio Panici
- L'uomo che non poteva morire, regia di Dino Desiata
- Due scapoli e una bionda, regia di Ennio Coltorti
- Montagne russe di Eric Assou, regia di Gianni Leonetti
- Ostaggi, scritto e diretto da Angelo Longoni
- Victoire di Dany Laurent, regia Antonello Capodici